# کلیفورد دیوید
کلیفورد دیوید (انگلیسی: Clifford David؛ ‏ ۳۰ ژوئن ۱۹۲۸ – ۳۰ نوامبر ۲۰۱۷) بازیگر و خواننده اهل ایالات متحده آمریکا بود. وی بین سال‌های ۱۹۵۳ تا ۲۰۱۷ میلادی فعالیت می‌کرد.
از فیلم‌هایی که وی در آن نقش داشته‌است، می‌توان به نشانه‌ها، دژ آپاچی، برانکس، دعوت از یک تیرانداز، هملت، شورش، رستاخیز، گوهر بیابان، کینزی، جن‌گیر ۳، دزدان دریایی و ماجراجویی بسیار عالی بیل و تد اشاره کرد.